# Xishui (Zunyi)
Xishui (习水县,  Xíshuǐ Xiàn) ist ein chinesischer Kreis der bezirksfreien Stadt Zunyi in der Provinz Guizhou. Er hat eine Fläche von 3.061 km² und zählt 524.500 Einwohner (Stand: Ende 2018). Sein Hauptort ist die Großgemeinde Donghuang (东皇镇).
Die Stätte der Vierfachen Überquerung des Flusses Chishui durch die Rote Armee (1935) (Hongjun Sidu Chishui zhanyi jiuzhi 红军四渡赤水战役旧址) steht seit 2006 auf der Liste der Denkmäler der Volksrepublik China (6-1048).

## Administrative Gliederung
Auf Gemeindeebene setzt sich der Kreis aus vierzehn Großgemeinden und neun Gemeinden zusammen. Diese sind:
- Großgemeinde Donghuang 东皇镇
- Großgemeinde Tucheng 土城镇
- Großgemeinde Tongmin 同民镇
- Großgemeinde Xingmin 醒民镇
- Großgemeinde Longxing 隆兴镇
- Großgemeinde Xijiu 习酒镇
- Großgemeinde Huilong 回龙镇
- Großgemeinde Sangmu 桑木镇
- Großgemeinde Yong’an 永安镇
- Großgemeinde Liangcun 良村镇
- Großgemeinde Wenshui 温水镇
- Großgemeinde Xianyuan 仙源镇
- Großgemeinde Guandian 官店镇
- Großgemeinde Zhaiba 寨坝镇
- Gemeinde Minhua 民化乡
- Gemeinde Erlang 二郎乡
- Gemeinde Erli 二里乡
- Gemeinde Sanchahe 三岔河乡
- Gemeinde Dapo 大坡乡
- Gemeinde Shuanglong 双龙乡
- Gemeinde Tiaolin 桃林乡
- Gemeinde Niba 坭坝乡
- Gemeinde Chengzhai 程寨乡